# Melinohippus
Melinohippus is een geslacht van rechtvleugeligen uit de familie veldsprinkhanen (Acrididae). De wetenschappelijke naam van dit geslacht is voor het eerst geldig gepubliceerd in 1996 door Jago.

## Soorten
Het geslacht Melinohippus omvat de volgende soorten:
- Melinohippus boranae Jago, 1996
- Melinohippus ritchiei Jago, 1996
- Melinohippus robustus Jago, 1996
- Melinohippus taylori Uvarov, 1941